# Brandstetten (Dietersburg)
Die Einöde Brandstetten bzw. Brandstatt liegt im gleichnamigen Gemeindeteil der Gemeinde Dietersburg-Limbach im niederbayerischen Landkreis Rottal-Inn.

## Lage
Die Einzelsiedlung Brandstetten überblickt auf einer Anhöhe über Peterskirchen-Priel in einem weiten Blick das Tal des Aldersbaches.

## Geschichte
Der früheste bekannte Nachweis zu diesem Hof ist aus dem Jahr 1558 – damals im Besitz eines Wolfen Brandstaedter – des Namensgebers.
Ab ca. 1800 war der Hof im Besitz der Familie Meier und verblieb bis 1903 im Besitz dieser Familie (Meier, Mayr bzw. Maier – die unterschiedlichen Schreibweisen finden sich in den Kirchenbüchern aus Johanniskirchen).
1843 wird der Hof folgendermaßen beschrieben: „Wohnhaus mit Ochsenstall, Streuschuppen, Stadel mit Kasten, Schweine-, Gänse- und Schafstall. Brandstatt unterliegt dem Patrimonialgericht II. Klasse mit Amtssitz Baumgarten (Dietersburg).“
Die Abgaben an die Obrigkeit wurden folgendermaßen aufgeschlüsselt: „Blutzehent ½ Herrschaft Baumgarten, ½ Johanniskirchen und von jeder Kuh 6 Heller. Dem Kooperator 2 Vierling Korn, ½ Pfund Flachs, dem Mesner in Peterskirchen 1 Laitloab, dem Pfarrer 1 Weihsaatbrot. Weiter fallen Roßscharwerk und Jagdscharwerk an.“
Bis 1971 war der Hof in Betrieb.

## Denkmalschutz
Die baulichen Anlagen stehen teilweise unter Denkmalschutz. In der vom Bayerischen Landesamt für Denkmalpflege veröffentlichten Liste der Baudenkmäler der Gemeinde Dietersburg findet sich hierzu unter dem Aktenzeichen D-2-77-114-15 folgende Aussage: 
„Blockbau-Ober- und Dachgeschoss eines Rottaler Wohnstallhauses, mit flach geneigtem Satteldach, umlaufendem Schrot und Giebelschrot, im Giebel bez. 1821; 2005/2006 von Breitenbach 4 hierher übertragen und über neuem Erdgeschoss wieder aufgebaut; kleiner geständerter Traidkasten, 1. Hälfte 19. Jh.“ 